# 後遺障害
後遺障害（こういしょうがい）とは、傷害が治ったあとでも、身体に残っている障害を指す。
自動車損害賠償保障法施行令第2条第2項において「後遺障害」が規定されている。
また、労働者災害補償保険法においては単に「障害」と規定されているが、実質的には前者と類似した概念であり、厳密に言うと法的扱いは異なるが、労災における「後遺障害」と一般的には取り扱われている概念である。

## 概要
後遺障害は自動車損害賠償責任保険（以下、自賠責）に関わる用語であり、障害等級や等級の対象となる範囲も身体障害者手帳のもの（身体障害者福祉法別表で定められたもの）とは異なる。
労災における後遺障害も、自賠責における後遺障害と類似した概念であるが、法的取り扱い、申請や認定の手続き、主管公署などは全て異なる。
交通事故によって後遺障害が残った場合、等級に応じて保険金が支払われる。支払われる金額は、施行令で定められている。労災については労働者災害補償保険を参照。

## 障害等級における性差別問題

### 京都地裁で違憲判断
外貌醜状に関する後遺障害に関する等級認定の基準については男女に差異があった。これは、傷が残った場合（外貌の醜状）には男性が14級に対し女性が12級となっていた。又、大きな傷の場合（外貌の著しい醜状障害）には男性が12級に対し女性が7級となっていて男性差別となっていたが、2010年に交通事故と労働災害の損害賠償請求訴訟で、この差別を違憲とした地裁判決が出され、被告である国が控訴を断念したことにより違憲判決が確定した。

### 労災と自賠責の等級基準の改正
上記地裁判決の翌年、労働者災害補償保険法施行規則が2011年2月1日、認定等級が醜状の程度によって、より細分化されると共に、男女差別は解消された。これにあわせ、自動車損害賠償保障法施行令も同年5月2日改正され、地裁判決の確定日である2010年6月10日まで遡及することになった。
等級7の12
外貌に著しい醜状を残すもの
等級9の13
外貌に相当な醜状を残すもの
等級12の13
外貌に醜状を残すもの
等級14の3
上肢の露出面に手のひらの大きさの醜いあとを残すもの
等級14の4
下肢の露出面に手のひらの大きさの醜いあとを残すもの

### 依然として残る男女差別
依然として、労災保険の最新資料（※古い資料で残存するものも多い）を除き、自動車保険やその他の保険の後遺障害等級では男女別の記述が行われているのが実情であり、弁護士等が絡まない示談や裁判外手続などでは男女差別の基準を元に交渉、示談額の提示などが行われる余地があるのが実情である（示談の範囲内においては、法令の基準が直接かつ即時に法的拘束力を及ばすことはない）。弁護士等であっても交通事故専門でない物は依然古い基準にもとづいて判断する場合もあり、要注意である。